# 真實的自我
《真實的自我》，日本女歌手中島美嘉的第22張單曲。2007年3月14日發行。

## 概述
- 與第4張原創專輯「YES 愛的諾言」同日發行，並收錄專輯當中。
- c/w曲「FEVER」為2006年11月22日發售的島健的爵士合作專輯「Shimaken Super Sessions」的收錄曲[1]。

## 收錄曲
1. 真實的自我
  - 作詞・作曲：RYOJI／編曲：YANAGIMAN
  - NTT DoCoMo「春之Campaign『櫻花的約定』篇」廣告歌
2. FEVER
  - 作詞・作曲：John Davenport、Eddie Cooley／編曲：島健
3. 真實的自我（SUGIURUMN REMIX）
  - 編曲：SUGIURUMN
4. 真實的自我（Instrumental）

## 備註
1. ↑  .   [2012-02-03]. （原始内容存档于2016-03-03）.